# Marx Treitzsaurwein

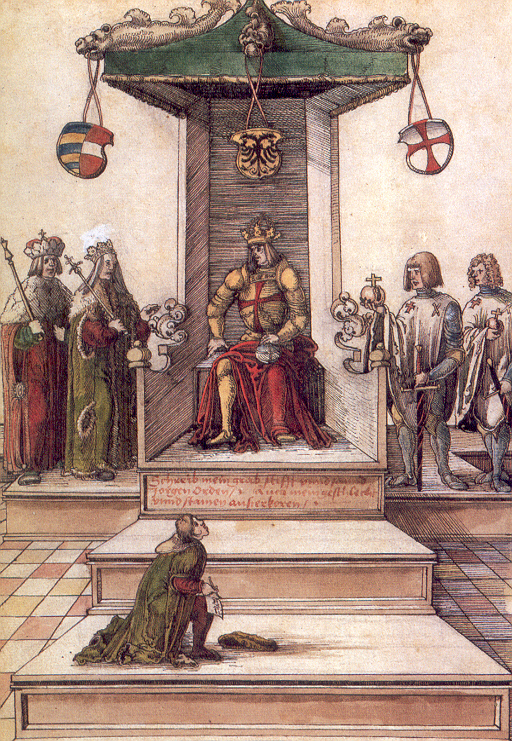
Kaiser Maximilian I. diktiert Marx Treitzsaurwein: „Schreib mein grab stifft vnnd sannd Jorgen Orden auch mein geschlecht vnnd stamen auserkoren.“ – „Schreibe von meinem Grabstift und St. Georgsorden, auch von meinem auserkorenen Geschlecht und Stamm.“ (Text auf der obersten Stufe des Throns) – Kolorierte Zeichnung, 1512. Österreichische Nationalbibliothek, Wien; Cod. 2835.

Marx Treitzsaurwein, latinisiert: Marcus (* um 1450 in Mühlau bei Innsbruck; † 6. September 1527 in Wiener Neustadt), war Geheimschreiber Kaiser Maximilians I. und nach dessen Tod Rat Karls V. und zuletzt Kanzler von Niederösterreich. Treitzsaurwein gilt neben Melchior Pfinzing als Mitverfasser und Redakteur von dem Kaiser zugeschriebenen literarischen Werken, insbesondere des Weißkunig und des Theuerdank.

## Leben
Marx Treitzsaurwein wurde in die Familie eines Plattners geboren. Seit 1501 ist er nachweislich in der direkten Umgebung Maximilians als dessen persönlicher Schreiber tätig. 1511 wurde er zum Verwalter der niederösterreichischen Kanzlei des Kaisers bestellt. Mit der Nobilierungsurkunde vom 14. Dezember 1520 war Treitzsaurwein zum Ritter von Ehrentreitz erhoben worden, wenngleich er sich bereits 1514 in der Widmung zum Weißkunig mit diesem Titel bezeichnet hatte.
Nach dem Tode Maximilians I. im Jahre 1519 bekleidete Marx Treitzsaurwein von Ehrentreitz noch weitere Ämter als Rat Kaiser Karls V., in der Regierung Österreichs und zum Ende seines Lebens als Kanzler. Durch die Ausstattung mit Feudalrechten und Titeln war er in den niederen Adel aufgestiegen. Nach seinem Testament, das erhalten ist, wird angenommen, dass er vor seinem Tode Anhänger der Reformation geworden sei.

## Werk
Treitzsaurweins Arbeit, die weit über die der anderen Sekretäre des Kaisers hinausging, erstreckte sich insbesondere auch auf das so genannte Gedächtniswerk des Kaisers, das dieser in der Publizierung literarischer Werke und in Aufträgen an Künstler initiierte. So ordnete er das Material zum Weißkunig, einer Familienhistorie Maximilians, redigierte dessen Verse und verfasste auch eigene; 1514 gestaltete er eine eigene Fassung des Weißkunig, die er Maximilians Enkel Ferdinand widmete und als unvolkumenlich bezeichnete. Der Weißkunig wurde erst 1775 zum ersten Mal publiziert; er war im Nachlass Treitzsaurweins in die Familie seiner Tochter übergegangen und die geplante Veröffentlichung durch weitere Erben war nicht zustande gekommen.
Die Einleitung des Theuerdank (1517), einer Verserzählung im Stil des mittelalterlichen Aventiureromans mit dem Kaiser als Protagonisten, bearbeitete er ebenso wie ganze weitere Teile der Erzählung; er sorgte für die Kapiteleinteilung und kollationierte die Holzschnittillustrationen. Inwieweit Treitzsaurwein hier eigenen Vorstellungen folgen konnte oder nach Vorgaben arbeitete, ist allerdings nicht mehr festzustellen.

## Rezeption
Treitzsaurweins Werk ist in Handschriften belegt, die die Vorarbeiten für die Publikationen Maximilians enthalten; sie befinden sich als Codd. (Kodizes) 2806, 2867, 3032, 3034, 2835 und 2900 in der Österreichischen Nationalbibliothek in Wien. Die Handschriften wurden zur Grundlage für die Edition der Werke Maximilians bis heute. Die ältere Forschung hatte durchweg dem Kaiser die Urheberschaft der Werke zugewiesen und Treitzsaurwein als eher „ausführendes Organ“ angesehen. Heute wird sein Anteil insbesondere an der sprachlichen Gestaltung der Publikationen Maximilians höher eingeschätzt. 